# 平岩紙
平岩 紙（ひらいわ かみ、1979年〈昭和54年〉11月3日 - ）は、日本の女優。大阪府吹田市出身。舞台芸術学院演劇部本科卒業（50期生）。大人計画所属。本名は山内 加奈（やまうち かな）、旧芸名および結婚前の本名は平岩 加奈（ひらいわ かな）。夫はロックバンド・フジファブリックの山内総一郎。

## 来歴
高校卒業後の進学先を決める三者面談の前夜、演劇部の経験などはなかったが「わたし、役者やってみようかなと思って」となんとなく母に相談したところ「やるなら東京行きなさいよ」と舞台芸術学院への進学を勧められ、上京して同校演劇部本科に50期生として入学。
友人が持ってきた告知チラシを見て、2000年に行われた大人計画の新人オーディションに応募。書類審査を通過し、実技審査の「2分半の自己PR」ではサングラスにヒョウ柄のかぶりものでホルンを演奏して合格する。同年に上演されたミュージカル『キレイ 神様と待ち合わせした女』で平岩加奈の芸名で女優デビュー。肌の色が紙のように白いことから、主宰の松尾スズキが「紙」と名付けた。
『仮面ライダーアギト』『ロッカーのハナコさん』や『木更津キャッツアイ』での演技で注目を集めて現在に至る。宮藤官九郎作品の常連でもある。
2010年10月放送の『松本人志のコントMHK』（NHK総合）で、松本人志の妻役でコントに初挑戦。2011年4月より放送された深夜アニメ『元気!!江古田ちゃん』で、主人公の江古田ちゃん役に抜擢され声優に初挑戦した。
私生活では、松尾が作・演出を手掛けた2016年3月放送の『松尾スズキアワー「恋は、アナタのおそば」』（NHK総合）での共演を機に知り合い交際していたロックバンド・フジファブリックのメンバーである山内総一郎と、2020年1月1日に婚姻届を提出し結婚した。2023年6月3日、第1子出産が報じられた（出産時期や性別は非公表）。

## 人物
身長は161cm、体重は49kg。血液型はA型。
特技はホルン、大阪弁。学生時代には吹奏楽部に所属。 2006年には吹奏楽団「紙オケ」を結成し、披露した（自身はホルンを担当）。
『タイノッチ』では「紙ちゃん」と呼ばれていた。同番組ではボウリングで奇跡の高得点を叩き出すなど要所で活躍が目立ったが、一般的な常識クイズに弱く簡単な問題でも「えっ?!（分からない）」となることが多々あり賞金を逃がしかけた事もある。そのことを共演の千原ジュニアから「紙ちゃん…ホラーやで」と言われていた。

## 出演

### 舞台

#### 大人計画関連公演
- キレイ 神様と待ち合わせした女（2000年、Bunkamura） - 平岩加奈名義[13]で出演したデビュー作
- ウーマンリブVol.5「グレープフルーツちょうだい」（2000年）
- エロスの果て（2001年）
- 春子ブックセンター（2002年）
- 日本総合悲劇協会Vol.3「業音」（2002年）
- ニンゲン御破産（2003年、Bunkamura）
- ウーマンリブVol.8「轟天VS港カヲル〜ドラゴンロック!女たちよ、俺を愛してきれいになあれ〜」（2004年）
- イケニエの人（2004年）
- まとまったお金の唄（2006年）
- 大人計画フェスティバル（2006年）
- ウーマンリブVol.10「ウーマンリブ先生」（2006年）
- ドブの輝き（2007年）
- グループ魂の秩父ぱつんぱつんフェスティバル（2008年）
- 女教師は二度抱かれた（2008年、Bunkamura）
- ウーマンリブVol.11「七人は僕の恋人」（2008年）
- メカロックオペラ「R2C2」（2009年4月 - 6月、PARCO） - ヒロイン・鰤谷P子 役
- 母を逃がす（再演）（2010年11月 - 12月） - 熊切リク 役
- ニンゲン御破算（2018年6月7日 - 7月15日、Bunkamuraシアターコクーン / 森ノ宮ピロティホール） - お福役
- ウーマンリブ Vol.15「もうがまんできない」（2023年4月14日 - 5月14日、本多劇場・2023年5月18日 - 5月31日、サンケイホールブリーゼ）[14]

#### 外部公演
- きのこから毛が生えたっていいじゃない（2003年、温泉きのこ）
- アイスクリームマン（2005年、M&Oplayプロデュース）
- エドモンド（2005年、シス・カンパニー）
- ミュージカル「キャバレー」（2007年、PARCO / 2017年 EX THEATER ROPPONGI ほか） - コスト 役
- 恋する妊婦（2008年、Bunkamura）
- ガラスの葉（2010年9月 - 10月、世田谷パブリックシアター） - デビー役
- 月にぬれた手（2011年3月、舞台芸術学院プロデュース）
- 奥様お尻をどうぞ（2011年7月 - 9月、キューブ）
- ドレッサー（2013年7月、世田谷パブリックシアター）
- この道はいつかきた道（2019年10月、舞台芸術学院創立70周年記念特別公演）[4]

### テレビドラマ

#### NHK
- 連続テレビ小説
  - ちゅらさん（2001年） - 土産物屋の客
  - ゲゲゲの女房（2010年） - 野村チヨ子
  - とと姉ちゃん（2016年） - 森田照代[15]
  - 虎に翼（2024年） - 大庭（竹原）梅子[16]
- ロッカーのハナコさん（2002年 - 2003年） - 木幡杏子
- 大河ドラマ
  - 新選組!（2004年） - 初菊
- 探偵Xからの挑戦状!（2009年） - キリコ
- 風に舞いあがるビニールシート（2009年） - 栗田尚美
- 私が初めて創ったドラマ
  - 「FとPに挟まれたN、朝本武の場合」（2010年） - こう（山菜香）
  - 「エコ婚」（2011年） - 安達雪・主演
- 祝女 シーズン3（2011年 - 2012年）
- 本日は大安なり（2012年） - 川田真弓
- お葬式で会いましょう（2014年） - 大田黒希衣子
- 透明なゆりかご 第2回（2018年） - 菊田里佳子
- これは経費で落ちません! 第4回（2019年） - 平松由香利
- 心の傷を癒すということ（2020年） - 新島看護師
- 倫敦ノ山本五十六（2021年） - 山本礼子 役[17]
- 大奥 Season2「幕末編」（2023年） - 観行院 役[18]

#### 日本テレビ
- ぼくの魔法使い（2003年）
- 恋のから騒ぎ ドラマスペシャル（2006年） - 藤本芳江
- ショコラ（2009年） - 桃野佳代
- 赤鼻のセンセイ（2009年） - 西森倫子
- ダーティ・ママ!（2012年） - 牧野美穂
- 赤川次郎原作 毒<ポイズン>（2012年） - 田村美保
- ピン女のメリークリスマス（2012年12月17日 - 12月19日） - 矢島凛子
- きょうは会社休みます。（2014年） - 笹野一華
- ブラックスキャンダル （2018年10月4日 - 、読売テレビ制作） - 花園由祐子[19]
- 俺のスカート、どこ行った? 第2話（2019年4月27日） - 戸塚
- 緑山家の朝（2019年10月22日 - 10月25日） - 緑山美羽
- 侵入者たちの晩餐（2024年1月3日） - 小川恵[20]
- ホットスポット（2025年1月12日 - 3月16日） - 日比野美波[21]

#### TBS
- ぼくが地球を救う（2002年） - ハルミ
- 木更津キャッツアイ（2002年） - ミー子
- マンハッタンラブストーリー（2003年） - 原ちゃん
- アキハバラ@DEEP（2006年） - 祥子
- 特急田中3号（2007年） - 小島理子
- S -最後の警官- 第8話（2014年3月2日） - 藤波優子
- 私 結婚できないんじゃなくて、しないんです（2016年4月） - 伊藤優里
- 恋はつづくよどこまでも（2020年） - 根岸茉莉子
- 俺の家の話（2021年） - ユカ[22]
- リコカツ（2021年） - 鹿浜楓[23]
- 99.9-刑事専門弁護士- 完全新作SP新たな出会い篇（2021年） - 植木美奈子 役
- 100万回 言えばよかった（2023年） - 魚住叶恵 役[24]

#### フジテレビ
- 世にも奇妙な物語
  - 「オトナ受験」（2001年）
  - 「AIRドクター」（2013年） - 乗務員A
- ウソコイ（2001年）
- 私を旅館に連れてって（2001年）
- 人間の証明（2004年） - カズコ
- X'smap〜虎とライオンと五人の男〜（2004年）
- 翼の折れた天使たち（2006年）
- 美ら海からの年賀状（2007年） - 知念明美
- アベレイジ（2008年） - 加奈子
- プロポーズ兄弟〜生まれ順別 男が結婚する方法〜（2011年） - ユキ
- 蜜の味〜A Taste Of Honey〜（2011年） - 長谷るり子
- ほんとにあった怖い話 夏の特別編2013「影の暗示」（2013年） - 畑中こずえ
- 独身貴族（2013年） - 現王園玲子
- ビター・ブラッド〜最悪で最強の親子刑事〜（2014年） - 本田加奈子
- 結婚相手は抽選で（2018年） - 花村早苗
- 大誘拐2018（2018年） - 田宮英子
- 監察医 朝顔（2019年） - 藤堂絵美
  - 監察医 朝顔『特別編』（2019年）
  - 監察医 朝顔 第2シーズン（2020年 - 2021年）
  - 監察医 朝顔2025新春スペシャル（2025年）[25]
- ブルーモーメント（2024年） - 上野香澄[26]
- 新宿野戦病院（2024年） - 高峰はずき[27]
- 僕達はまだその星の校則を知らない（2025年） - 山田美郷[28]

#### テレビ朝日
- 仮面ライダーアギト（2001年） - 関谷真澄
- はみだし刑事情熱系（2003年） - 堀川結衣
- エースをねらえ!（2004年） - 島真理子
- 菊次郎とさき（2005年） - 桜庭美子
- 愛と死をみつめて（2006年） - 竹井看護師
- 富豪刑事（2006年） - 花里椿
- 相棒
  - season6 第10話（2008年） - 折原国子
  - season14 第5話（2015年） - 長江菜美子
- 氷の華（2008年） - 田村幸子
- ラストメール（2008年） - 御霊珠実
- マイガール（2009年） - 片桐はるか
- 新・警視庁捜査一課9係 season3（2011年） - 水嶋明美
- ドクターX〜外科医・大門未知子〜（2012年） - 花山三恵
- 土曜ワイド劇場
  - 「デパート仕掛け人!天王寺珠美の殺人推理6」（2013年） - 椎名有希
- 女囚セブン（2017年） - 津田桜子
- アガサ・クリスティ 二夜連続ドラマスペシャル 大女優殺人事件〜鏡は横にひび割れて〜（2018年3月25日） - 神ノ小路凛
- 津田梅子〜お札になった留学生〜（2022年3月5日） - 下田歌子 役[29]

#### テレビ東京
- 女と愛とミステリー
  - 「和泉教授夫妻シリーズ2」（2002年） - 上森愛子
- ユキポンのお仕事（2007年） - あけみちゃん
- 命売ります（BSジャパン、2018年） - 小沢幸
- このマンガがすごい!「平岩紙の『マチキネマ』」（2018年11月10日）
- スナック キズツキ（2021年） - 安達よしみ[30]

#### WOWOW
- パンとスープとネコ日和（2013年） - 鉢植えの女性
- 連続ドラマW 雨に消えた向日葵（2022年7月24日 - 8月21日）- 真由子 役[31]

### バラエティ番組
- オールスター感謝祭（2007年）
- タイノッチ（2008年10月14日 - 2010年3月23日）
- 関口宏の東京フレンドパークII（2009年3月9日）
- 松本人志のコントMHK 「わたしは幽霊を見た!」（2010年10月15日、NHK総合）[8]

### その他のテレビ番組
- オススメッ!（日本テレビ、2009年9月5日）
- おはなしのくに（NHK教育テレビ、 2010年2月23日） - 語り手
- 日本怪談百物語 その弐（NHK総合テレビ、2010年8月16日） - 語り手
- にっぽん原風景紀行（BSジャパン） - 旅人（ナビゲーター）
  - 123景・砂丘が育む らっきょうの里（2011年7月2日、鳥取県旧福部村（現鳥取市））
  - 124景・平家伝説と鉄橋の町（2011年7月8日、兵庫県旧香住町（現香美町））
- 祝女〜shukujo〜シーズン3（NHK総合、2011年10月29日・11月12日 - 2012年2月25日） - レギュラー
- スタジオパークからこんにちは（2014年4月28日）

### 声優
- ユルアニ?「元気!!江古田ちゃん」（日本テレビ、2011年4月12日 - 2011年9月13日） - 江古田ちゃん 役
- メアリー & マックス（エスパース・サロウ、2011年） - メアリー 役
- シャーロックホームズ（NHK　人形劇） - ヘレン・ストーナー役
- 音楽（2020年） - 森田 役

### ラジオドラマ
- 記憶の海（TBSラジオ、2010年3月28日） - 小野里美 役
- FMシアター（NHK-FM）
  - 泣かないで、パーティーはこれから（2010年4月3日） - 田島真央 役[32]
  - 残穢（2014年1月18日）[33]
  - 遺影俳優（2014年2月22日）[34]
  - 踊るあほうがみたものは（2015年4月18日） - 陽子 役[35]
  - 山中センチメンタル・ジャーニー（2020年10月31日） - 半藤倫子 役[36]

### ナレーション
- 小笠原ヒトビト絵日記〜島に恋した3泊6日〜（BS-TBS、2009年1月31日）
- ASAHI SUPERDRY MUSIC FLAG（TOKYO FM、2009年3月22日） - ナビゲーター
- ザ少年倶楽部プレミアム（NHK BSプレミアム、2011年7月29日、8月26日）
- ミュージック・ポートレイト（NHK教育、 2011年9月3日、9月10日）
- 課外授業ようこそ先輩（NHK総合）
  - 「光のチカラ 影のチカラ 〜照明デザイナー・戸恒浩人〜」
  - 「写真をつくる? チカラを撮る! 〜写真家・浅田政志〜」（2012年4月28日）
- SWITCHインタビュー 達人達（2019年4月6日- 、NHK Eテレ） - 六角精児と共にナレーション
- ETV特集「シリーズ　日本人と東大　壁　と　翼　〜“女子学生２割”の問いかけ〜」（2025年3月29日、NHK Eテレ）- 語り[37]

### 映画
- 富江 re-birth（2001年） - ミサト 役
- ダンボールハウスガール（2001年）
- 多摩川少女戦争（2002年） - ユカリ 役
- アイデン&ティティ（2003年） - しおり 役
- 木更津キャッツアイ 日本シリーズ（2003年） - ミー子 役
- 美しい夏キリシマ（2003年） - 世津子 役
- 血と骨（2004年） - 鳥谷ゆき子 役
- 恋の門（2004年） - 友達社員 役
- 転がれ!たま子（2005年） - カシコ 役
- 木更津キャッツアイ ワールドシリーズ（2006年） - ミー子 役
- LOVE MY LIFE（2006年） - ユカコ 役
- クワイエットルームにようこそ（2007年） - ナース山岸 役
- 転々（2007年） - 尚美 役
- 陰日向に咲く（2008年） - バスガイド・根室 役
- 百万円と苦虫女（2008年） - リコ 役
- ハッピーフライト（2008年11月、東宝） - 吉田美樹 役
  - ハッピーフライトサイドストーリー「歯医者発、しあわせ便」（短編作品） - 吉田美樹 役・主演
- ゲゲゲの女房（2010年） - 飯塚只子 役
- ヌイグルマーZ（2014年） - 鮎川冬子 役
- 福福荘の福ちゃん（2014年） - 下田悠子 役
- 友だちのパパが好き（2015年） - 生島ハヅキ 役
- 本能寺ホテル（2017年） - 加奈 役
- At the terrace テラスにて（2017年） - 斉藤はる子 役
- 閉鎖病棟 -それぞれの朝-（2019年） - キモ姉 役
- 音楽（2020年） - 森田 役（声の出演）
- 心の傷を癒すということ 劇場版（2021年） - 新島聡子 役
- アクターズ・ショート・フィルム2「いくえにも。」（2022年）
- ツユクサ（2022年） - 櫛本直子 役
- 波紋（2023年） - 伊藤節子 役

### CM
- みずほ銀行
- キヤノン デジタル一眼レフカメラ・レンズ企業広告「一眼レフのある毎日」篇（2008年4月 - 2009年4月）
- 独立行政法人日本スポーツ振興センター スポーツ振興くじ totoBIG BIGの神様（2009年）
- P&G ファブリーズ 「熱血家族」（2012年3月 - ）
- 江崎グリコ チーザ（2017年4月 - ）
- ポケモン Pokémon Trading Card Game Pocket「親子でポケポケ」篇（2025年6月 - ） - 母 役 ※池端杏慈と共演[38]

### ミュージック・ビデオ
- かせきさいだぁ「CIDERが止まらない」（バウンディ、2011年）